# Globencya farafanganae
Globencya farafanganae är en skalbaggsart som beskrevs av Leon Fairmaire 1899. Globencya farafanganae ingår i släktet Globencya och familjen Melolonthidae. Inga underarter finns listade i Catalogue of Life.